# أليغودرز
علي غودرز هي مدينة إيرانية تقع في محافظة لرستان.
يبلغ عدد سكانها 78,690 حسب احصاء عام 2006 م.

## أعلام
- مهدي كروبي
- حسين بابي
- حامد لك